# Коста Куманов
Коста Куманов е български общественик.

## Биография
Роден е в град Пловдив през 1924 г. Учи за строителен инженер в София. Работи на различни обекти от национална значимост. През 1964 г. става заместник-председател на Изпълнителния комитет на Градския народен съвет в Пловдив. Между 17 януари 1968 г. и 27 юни 1971 г. е кмет на града..